# Sternenstaub (Astronomie)

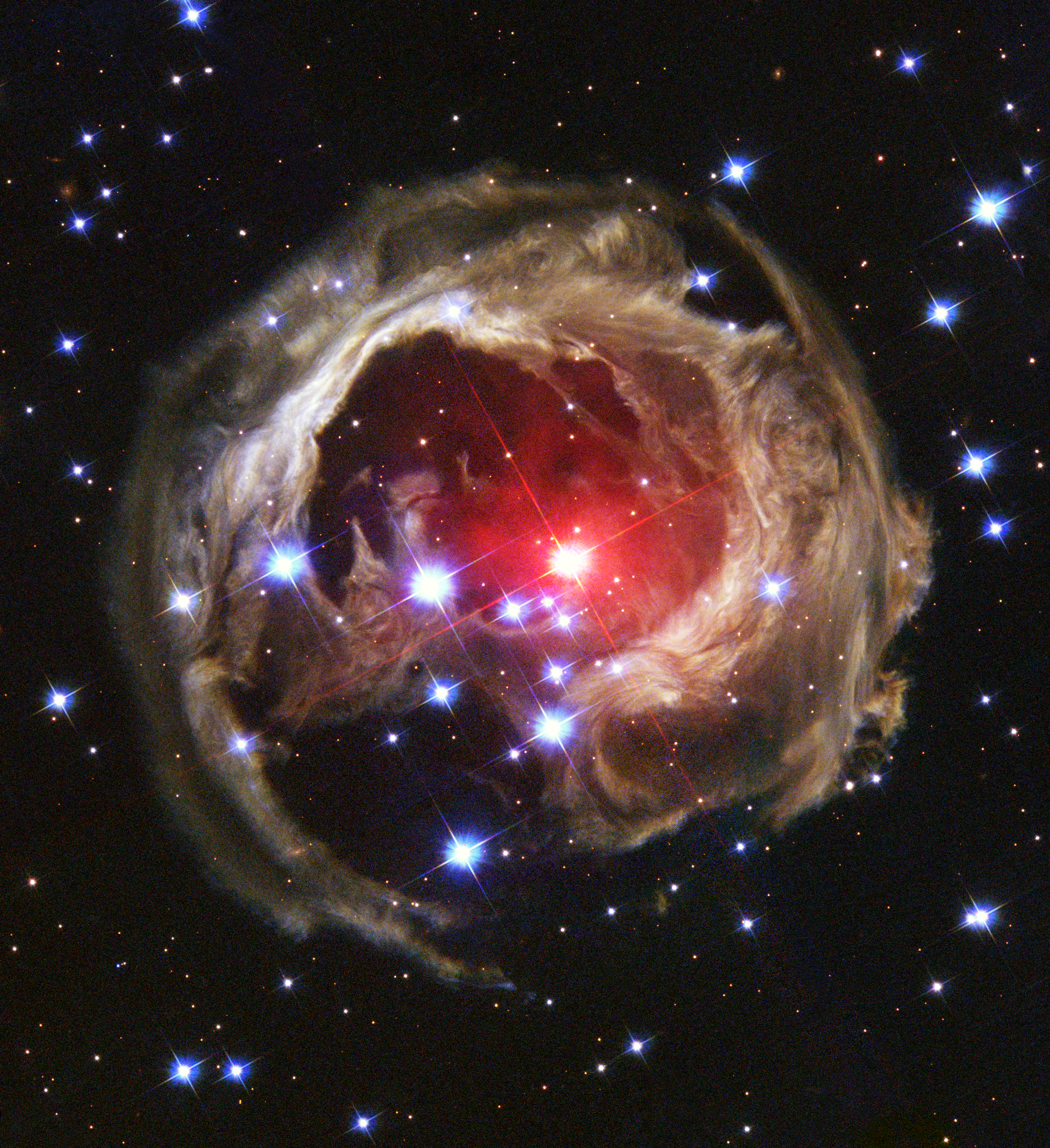
Eine Quelle von Sternenstaub – Die Nova im Jahre 2002 des 20.000 Lichtjahre entfernten Riesensterns V838 Monoceros im Sternbild Einhorn. Die braunen Sternenstaub-Wirbel stammen von einem Ausbruch mehrere 10.000 Jahre zuvor. Ihr Durchmesser beträgt etwa 7 bis 8 Lichtjahre.

Sternenstaub bezeichnet als wissenschaftlicher Begriff kleine, teilweise mikroskopische Materiepartikel im interstellaren Raum. Sie sind Produkte von Novae und Supernovae und tragen einen kleinen Teil zur interstellaren Materie bei.
Im allgemeinen Sprachgebrauch wird mit dem Begriff Sternenstaub auch jede interstellare Materie bezeichnet, die aus Sternen hervorgegangen und nicht in festen Gebilden wie Sternen, Planeten oder Asteroiden gebunden ist. Diese Materie bildet die verschiedenen Arten von astronomischen Nebeln, Globulen, Dunkelwolken und die Beimischungen zum Wasserstoff von Molekülwolken. Sternenstaub in dieser Wortbedeutung besteht aus allen chemischen Elementen außer Wasserstoff (der Theorien zufolge schon beim vermuteten Urknall gebildet wurde), auch in gasförmigem Zustand.

## Bedeutung für die Forschung
- Das Isotopenverhältnis des Sternenstaubs hängt mit der Zusammensetzung und dem Entwicklungsstadium der Sternatmosphäre zusammen, in dem er gebildet wurde. Daher können durch Erkenntnisse über die chemische Zusammensetzung und die Isotopenverhältnisse bei der Fernbeobachtung Aussagen über das Entwicklungsstadium von Sternen getroffen werden.
- Der Einfluss von Sternenstaub auf Sternentstehungsgebiete und auf Riesensterne wird untersucht.
- Eine besondere Bedeutung hat der Staub bei der Untersuchung der Entstehung unseres Sonnensystems und der Zeit davor.

## Entstehung

### Das Umfeld
In bestimmten Entwicklungsstadien von Sternen (Ausdehnung und Abkühlung) ermöglichen niedrige Temperatur und hohe Gasdichte die Bildung von Sternenstaub. Dieser Temperatur/Dichte-Bereich heißt Staubbildungsfenster. Abhängig von der Zusammensetzung des Sterns beginnt die Bildung bei unterschiedlichen Temperaturen.
Außerdem müssen für die Bildung von Sternenstaub gegeben sein:
- die ausreichende Häufigkeit der entsprechenden Moleküle im Gas
- die Mindestaktivierungsenergie für nötige chemische Reaktionen und
- die chemische Stabilität der gebildeten Teilchen.

Entgegengesetzt zum Erkenntnisstand der 1990er Jahre ist die Bildung kristalliner Mineralien nicht auf Planetenoberflächen beschränkt: durch Infrarotbeobachtungen wurde nachgewiesen, dass auch bei extrem geringen Gasdichten in den ausgedehnten Hüllen pulsierender roter Riesensterne Mineralbildung stattfindet.
Langperiodische Veränderliche bzw. Novae bilden Staubschalen. Dort bestehen Schallwellen, die durch Dichteabfall nach außen hin zu Stoßwellen werden. Bei niedriger Temperatur (um 1.500 Kelvin) und ansteigender Dichte besteht hoher Kondensationsgrad. Weiter außen endet das Backwarming (s. u.) durch zunehmende Entfernung vom Stern und die dünner werdende Hülle. Die Komprimierung des hinter den Stoßwellen liegenden Gases fördert hierbei das Staubwachstum in der multiplexen Kopplung der Reaktionsprozesse.
Wenn ein Stern in die Phase großer Leuchtkraft kommt, bildet sich aus dem Sternenstaub durch den Superwind (Sternwind eines veränderlichen Sterns) ein planetarischer Nebel.

### Schritte der Staubbildung
- Als Erstes bildet sich ein primäres Kondensat. Es besteht aus Molekülen häufiger Elemente und geringer Bindungsenergie.
- Der nächste Schritt ist die Keimbildung; Keime sind die ersten Agglomerationen (Ansammlungen) von Molekülen.
- Es folgt das Keimwachstum. Dabei bilden sich Teilchen, die im Strahlungsfeld des Sterns stabil sind.

### Staubwachstum
Beim Staubwachstum gibt es verschiedene Möglichkeiten. Eine einfache Möglichkeit ist Wachstum durch eine lineare Reaktionskette von Molekülen. In langperiodischen Veränderlichen bildet sich der Staub unter wechselseitigen Kopplungen vieler Reaktionsprozesse, dabei dominieren:
- die Rolle des Staubs im Strahlungstransport; Staub nimmt Lichtenergie (Photonen) auf und strahlt sie im Infrarot-Bereich wieder ab (Backwarming),
- die Impulsübertragung auf Staubteilchen durch Strahlungsdruck und
- die Phase reduzierter Gasabsorption.

## Zusammensetzung
Sternenstaub besteht aus Kristallen, amorphen Festkörpern und Molekülketten. Die Partikelgrößen betragen 5 Nanometer bis 10 Mikrometer und sind mit bloßem Auge kaum sichtbar. Sie werden gelegentlich als Grains (englisch für Korn) bezeichnet. Häufige Elemente in den Verbindungen sind Wasserstoff, Helium, Sauerstoff, Stickstoff, Neon, Silizium, Eisen und Magnesium. Wegen der Bedingung der Hitzebeständigkeit kommen im Sternenstaub relativ häufig Edelstein-Moleküle vor. Typische Beispiele dafür sind Diamanten, Korunde (oder durch Titan gefärbt als Saphire), Spinelle und Olivine.

## Vorkommen
Sternenstaub macht etwa ein Massenprozent des interstellaren Mediums aus (die übrigen 99 % sind Gas), das wiederum etwa 10 % der sichtbaren Masse des Universums umfasst. Die Verteilung des Sternenstaubs entspricht dem der Gase. Sie ist innerhalb der Galaxien sehr ungleichmäßig: in den Spiralarmen ist die Konzentration an Sternenstaub, genau wie die Anzahl der Sterne, wesentlich höher als außerhalb.
Trotz seines geringen Anteils am interstellaren Medium hat Sternenstaub einen deutlichen Einfluss auf das Sternenlicht: er ist der Grund, warum das Zentrum und die uns gegenüberliegende Seite der Milchstraße im sichtbaren Licht nicht erfassbar sind.

## Untersuchung

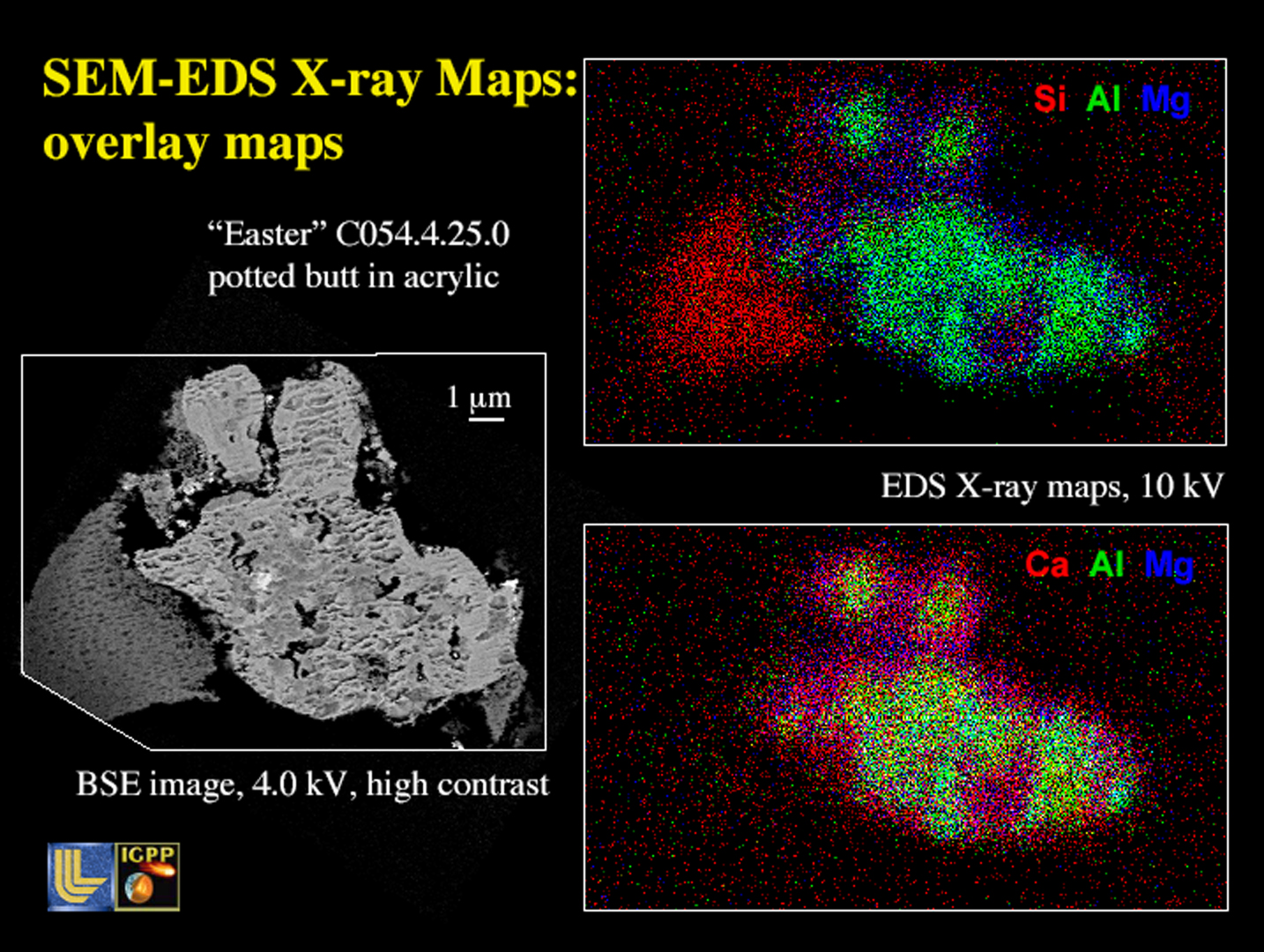
Röntgenanalyse eines Sternenstaub-Partikels

Die erste Untersuchungsart ist die Spektralanalyse durch Röntgenteleskope. Dabei werden die Spektrallinien mit irdischen Labordaten verglichen. Diese Methode liefert Erkenntnisse über die Zusammensetzung des Staubs in Sternatmosphären, über die Extinktion und über die Streuung.
Eine andere Möglichkeit ist die Gewinnung von Staubkörnern aus Meteoriten, welche letztlich von Asteroiden abstammen, oder aus Kometen wie bei der Stardust-Mission. An der Untersuchung der Teilchen des Kometen Wild 2 waren weltweit etwa 150 Wissenschaftler beteiligt. Die untersuchten Staubproben erscheinen Außenstehenden winzig, reichen Mineralogen jedoch aus. In Meteoriten kommt Sternenstaub in Form präsolarer Minerale vor, die z. B. mittels Sekundärionenmassenspektrometrie untersucht werden können. Diese Partikel werden im Labor untersucht. Untersuchungen mit dem Massenspektrometer, chemische Analyse und eine Laserablation liefern Erkenntnisse über die Zusammensetzung. Hierbei werden auch die Isotopenverhältnisse untersucht. Untersuchungen mit dem Elektronenmikroskop (speziell einem Transmissionselektronenmikroskop) zeigen die Oberflächenstrukturen der Teilchen.

## Offene Fragen
Die Messdaten aus einer Supernova-Explosion in der Kleinen Magellanschen Wolke stellten die gängigen Theorien zur Planetenentstehung in Frage. Die entstehenden Staubmengen entsprechen demnach nur einem Hundertstel dessen, was zur Entstehung von Planeten nötig ist.
Die Bildung von Sternen ist ohne Staub nicht zu erklären, umgekehrt ist die Entstehung von Sternenstaub ohne Sterne ebenfalls unerklärbar. Der untersuchte Komet Wild 2 kommt aus der Oortschen Wolke. Diese entfernte Randregion unseres Sonnensystems enthält Kometen, die so alt sind wie das Sonnensystem, etwa 4,6 Milliarden Jahre. Der Komet enthält aber Material, das nur bei sehr hohen Temperaturen in der Zentralregion des Solarsystems entstanden sein kann. Ob und wie das Material nach dort draußen gekommen sein kann, wird unter Wissenschaftlern diskutiert.
Eine andere Frage im Zusammenhang mit Sternenstaub ist, dass nicht alle aufgespürten Isotopenverhältnisse mit den bekannten Fusionsprozessen vollständig erklärbar sind.
Des Weiteren weisen die Staubhüllen von Sternen starke Instabilitäten auf, die in ihrer Form noch nicht erklärt wurden.